# Désy Zoltán
Nagygelváchi Désy Zoltán (Nagyölyves, 1862. december 15. – Zalescziky [ma Zaliscsiki, Ternopili terület], 1915. március 24.) függetlenségi, majd Kossuth-párti politikus, államtitkár, főispán, aki az első világháború során hadnagyi rangban hősi halált halt.

## Életpályája
Jogi tanulmányai elvégzése után erdélyi földjén gazdálkodott. A Nemzeti Párt színeiben 1892-ben országgyűlési képviselővé választották. A választásokon 1896-ban nem indult, hanem Maros-Torda vármegye alispánjaként, később Szolnok-Doboka vármegye főispánjaként működött. 1905-ben függetlenségi programmal ismét mandátumhoz jutott, és a koalíciós kormány pénzügyminisztériumi államtitkára volt. 1910-ben a Függetlenségi és 48-as (Kossuth) Párt programjával került be a parlamentbe. Az első világháború idején önkéntesként vonult be a 22. népfelkelő ezredhez, ám az orosz fronton 1915 márciusában életét vesztette. Holttestét 1924-ben hazahozták, május 15-én örök nyugalomra helyezték a Kerepesi temetőben.

### Lukács-féle panamaper
„LUKÁCS (megrettenve):

Felség, akaratának hódolok,

Elmondom, hogy volt az a sódolog.

Hát az a Désy... hm... belém kötött,

Hogy én busás üzleteket kötök!

(dühösen) Juj, hogy a görcs a nyelvire szaladna!
A VISSZHANG Zalatna!
LUKÁCS (izzad).

Pardon! igen! hát hol is hagytam el?

Hát egy napon a Désy szót emel,

S aszongya ez a goromba legény,

Aszongya, hogy a Magyar Bank meg én,

Hogy mink... hm... hm...

(zavarban) Pardon! Szégyellem mondani...
A VISSZHANG Lemondani!”
Tóth Árpád:  Visszhang az előszobában 
Désy 1912. szeptember 19-én egy vacsora alkalmával Lukács László korabeli miniszterelnököt Európa legnagyobb panamistájának nevezte, mivel szerinte közpénzekkel (kb. 4 millió koronával) gyarapította a Nemzeti Munkapárt vagyonát.
A pénzt a Magyar Nemzeti Bankon keresztül juttatta célba, s cserébe meghosszabbíttatta a bank állami szerződéseit. Szavai nyomán a sajtó is foglalkozni kezdett az üggyel, mire Lukács vádat emeltetett Désy ellen rágalmazásért. A bíróság elítélte Désyt, mondván a miniszterelnök magának nem szerzett hasznot. A Tábla azonban megsemmisítette az ítéletet, és az újabb eljárás során a vádlott felmentésére került sor, mire Lukács lemondott.

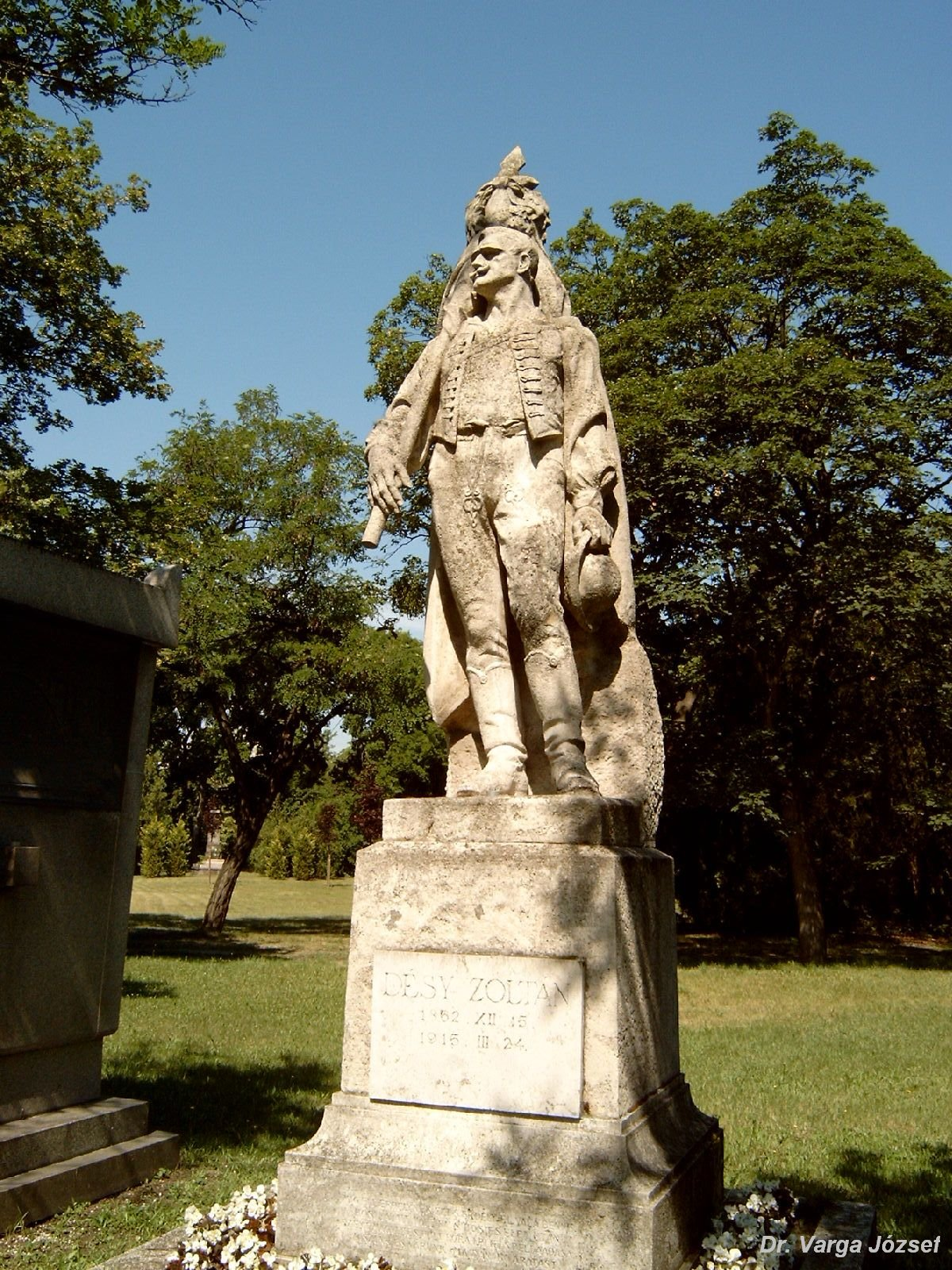
Désy Zoltán sírja a budapesti Kerepesi temetőben 10/1-1-3. Siklódy Lőrinc műve.